# Elaphoglossum lepidotum
Elaphoglossum lepidotum är en träjonväxtart som först beskrevs av Carl Ludwig Willdenow, och fick sitt nu gällande namn av John Smith. Elaphoglossum lepidotum ingår i släktet Elaphoglossum och familjen Dryopteridaceae. Inga underarter finns listade.